# Antonio Padrón
Antonio Padrón (Gáldar, 22 de febrero de 1920-8 de mayo de 1968) fue un pintor, escultor, ceramista y compositor español. En 1958, fue galardonado con el Primer Premio de la VIII Bienal Regional de las Bellas Artes en el Gabinete Literario.

## Trayectoria
Padrón fue el séptimo de ocho hijos entre el matrimonio formado por Josefa Rodríguez y José Padrón. En agosto de 1929, falleció su padre, y meses después, su madre, por lo que se trasladó a vivir con sus tías maternas. Entre 1931 y 1934, estudió interno en el Colegio La Salle de Arucas y, posteriormente, entre 1934 y 1938, prosiguió sus estudios en el Colegio Viera y Clavijo y el Instituto Pérez Galdós de Las Palmas, donde tuvo como profesor de dibujo al pintor impresionista Nicolás Massieu.
De 1939 a 1945, permaneció alistado en el ejército donde comenzó a cultivar la música y la pintura, y durante el curso de 1942-43 ingresó en la Real Academia de Bellas Artes de San Fernando, en Madrid. En esta institución tuvo como profesores a los artistas Vázquez Díaz, Julio Moisés, Enrique de la Fuente Ferrari, Velarde y Ramón Stolz. En 1951, y tras obtener el título de profesor de dibujo, regresó a Gáldar.
El 22 de mayo de 1954, realizó su primera exposición individual en El Museo Canario de Las Palmas de Gran Canaria. Participó en varias exposiciones colectivas con artistas como Felo Monzón, Manolo Millares, Miró Mainou, Juan Ismael, Plácido Fleitas, Toni Gallardo o Pino Ojeda, entre otros. Tres de sus obras formaron parte de la Exposición de Artistas Canarios, organizada por la Biblioteca española de París (Francia) en 1958 como parte de la exposición Las Islas Canarias: Mujeres y pitas, Pescadoras y Ángeles. Junto a otros artistas como Alberto Manrique, Pedro de Guezala, José Aguiar, Chevilly, o Pepe Dámaso.

## Reconocimientos
En 1958, fue galardonado con el Primer Premio de la VIII Bienal Regional de las Bellas Artes en el Gabinete Literario, por su obra de pintura de óleo sobre tabla, Ángeles (1957). En 1960, consiguió el Primer Premio de Conjunto-Pintura en la IX Exposición Regional de Bellas Artes, también en el Gabinete literario, donde presentó La madeja, Bodegón y Camellos.
La Casa-Museo Antonio Padrón fue inaugurada en 1971, y forma parte de la red de Museos Insulares de la Consejería de Cultura y Patrimonio Histórico y Cultural del Cabildo Insular de Gran Canaria.
En 2023, parte de la obra de Padrón fue recogida en la muestra titulada Isla de Arte. Una colección para el Museo de Bellas Artes de Gran Canaria organizada por el Cabildo Insular de Gran Canaria, para visibilizar la colección artística de esta entidad.

## Obra (selección)
- Ángeles
- La madeja
- Bodegón
- Camellos